# Jean-Christophe Dessaint
 (septembre 2020).
Si vous disposez d'ouvrages ou d'articles de référence ou si vous connaissez des sites web de qualité traitant du thème abordé ici, merci de compléter l'article en donnant les références utiles à sa vérifiabilité et en les liant à la section « Notes et références ».
Jean-Christophe Dessaint est un réalisateur, un chef d'animation, un storyboardeur, un directeur artistique, un scénariste, et un acteur français.

## Biographie
Jean-Christophe Dessaint se forme au cinéma d'animation à l'École des Gobelins où il termine ses études en 1997. Il travaille d'abord comme directeur d'animation pour la série animée Oggy et les Cafards, puis pour deux longs métrages : Tous à l'Ouest et Le Chat du rabbin. Il travaille également au storyboard du Chat du rabbin. Il rejoint ensuite l'équipe du film Le Jour des corneilles dont il assure la réalisation et le storyboard.

## Filmographie

### Réalisateur
- 2011 : Le Chat du rabbin (premier assistant réalisateur)
- 2012 : Le Jour des corneilles
- 2017 : Bienvenue chez les Ronks ! (épisodes 11-52)
- 2017 : Oggy et les Cafards (Saison 7, 20 épisodes)

### Chef de l’animation
- 1998-2003 : Oggy et les Cafards (série télévisée d'animation)
- 2005-2007 : Les Zinzins de l'espace (série télévisée d’animation)
- 2007 : Tous à l'Ouest (long métrage d'animation)
- 2011 : Le Chat du rabbin (long métrage d'animation)

### Storyboardeur
- 2011 : Le Chat du rabbin
- 2012 : Le Jour des corneilles

### Scénariste
- 1998-2003, 2017 : Oggy et les Cafards (série télévisée d'animation) scénario et histoire originale de deux épisodes épisode en 1998 et en 2017)

### Directeur artistique
- 2011 : Le Chat du rabbin